# Eilika Weber-Ban

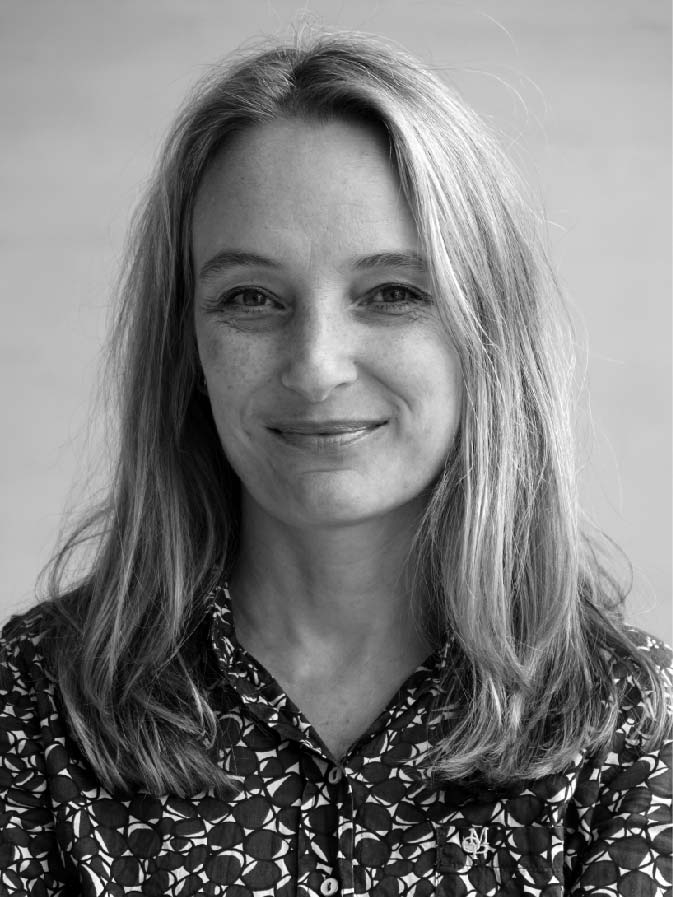
Eilika Weber-Ban (2018)

Eilika Weber-Ban (geboren am 15. November 1968 in Karlsruhe) ist eine deutsche Biochemikerin.

## Werdegang
Weber-Ban studierte an der Universität Tübingen Biochemie. Danach erhielt sie ein Fulbright-Stipendium und ging an die University of California in Riverside, wo sie 1996 promoviert wurde. Anschließend ging sie mit Jane-Coffin-Childs-Postdoctoral-Fellowship nach Yale, wo sie mit Arthur Horwich zusammenarbeitete.
2001 wechselte sie an das Institut für Molekularbiologie und Biosphysik (IMBB) der ETH Zürich, wo sie eine eigene Forschungsgruppe begründete. 2001 wurde sie Assistenzprofessorin für Biochemie und molekulare Biophysik. 2010 wurde sie Professorin am IMBB. Zudem ist sie Vorsitzende der Life Science Zurich Graduate School, einem gemeinsamen Graduiertenprogramm der ETH mit der Universität Zürich.
2021 wurde Weber-Ban in die European Molecular Biology Organization gewählt.

## Forschung
Die Forschungsgruppe von Weber-Ban beschäftigt sich mit der Funktion, dem Mechanismus und den Substrat-Rekrutierungsstrategien von bakteriellen Abbaukomplexen, insbesondere bei Mykobakterien.

## Persönliches
Weber-Ban ist mit Nenad Ban verheiratet, der ebenfalls Professor an der ETH Zurich ist.